# Familjen Bonanno

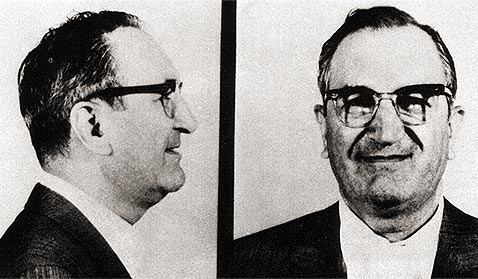
Joseph Bonanno.

Bonannofamiljen är en av de fem familjerna som styr delar av New Yorks organiserade brottslighet. Familjen grundades av Joseph Bonanno på 1920-talet och uppges ha cirka 130 - 150 invalda (så kallade "made men") och 2500 medarbetare.
Familjens verksamhet omfattar bland annat: beskyddarverksamhet, konspiration, ocker, penningtvätt, mord, narkotika, utpressning och hasardspel.